# 오키 제도

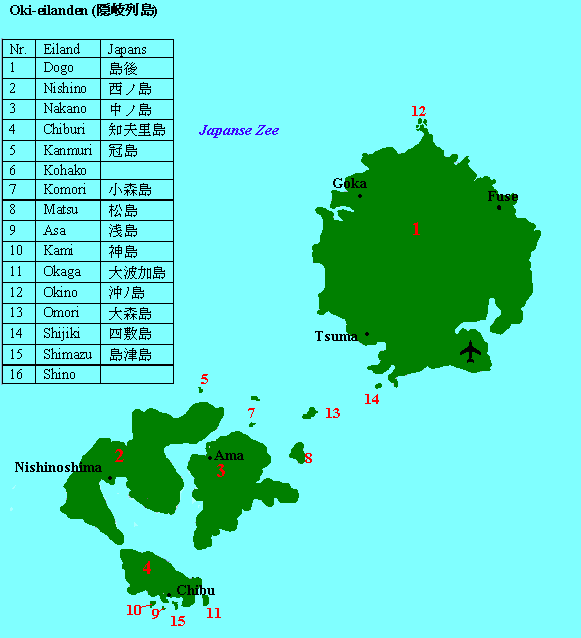
오키 제도

오키 제도(隠岐諸島 오키쇼토[*]) 또는 오키 군도(隠岐群島 오키군토[*])는 동해에 있는 일본의 군도이다. 행정 구역상 시마네현 오키군에 소속되어 있으며, 역사적으로 오키 제도를 중심으로 오키국이라는 구니가 설치되기도 했다. 군도 전체를 오키노섬(隠岐島 오키노시마[*])이라고도 부르기도 한다.
시마네반도에서 북쪽으로 약 50 km 떨어진 지점에 위치히며, 본토와는 오키 해협을 사이에 두고 있다. 도고 수로를 경계로 도젠(島前)과 도고(島後)로 나뉘며, 도젠은 도젠 3섬으로 불리는 지부리섬(지부촌), 나카노시마섬(아마정), 니시노시마섬(니시노시마정)으로 이루어져 있으며, 도고는 도고섬(오키노시마정) 한 섬으로 이루어져 있다. 이 주요 4개 섬 외에 180여 개의 부속 섬으로 이루어져 있다. 도고섬은 242 km2으로 일본의 섬 중에서 도쿠노섬에 이어 면적순으로 15번째이다.

## 같이 보기
- 오키 공항
- 독도